# Santo Stefano in Piscinula
Santo Stefano in Piscinula, även benämnd Santo Stefano in Piscina, var en kyrkobyggnad i Rom, helgad åt den helige martyren Stefanos. Kyrkan var belägen vid dagens Via dei Banchi Vecchi, snett emot Santa Lucia del Gonfalone, i Rione Parione. Kyrkan revs i början av 1860-talet för att ge plats åt bostadshus.
Tillnamnet ”piscina” är latin och betyder ’fiskdamm’, medan ”piscinula” betyder ’liten fiskdamm’; under medeltiden fanns en fiskmarknad i närheten av kyrkan.

## Kyrkans historia
Kyrkan uppfördes sannolikt under högmedeltiden. Dess första dokumenterade omnämnande finns i Mirabilia Urbis Romae, en guide till staden Rom, avfattad på 1140-talet. Kyrkan nämns därefter i en bulla promulgerad år 1186 av påve Urban III; bullan uppräknar den bland filialerna till församlingskyrkan San Lorenzo in Damaso.
Kyrkan omnämns i Catalogo di Cencio Camerario, en förteckning över Roms kyrkor sammanställd av Cencio Savelli år 1192 och bär där namnet sco. Stephano de Piscina.
Därtill förekommer den i Il catalogo Parigino (cirka 1230) som s. Stephanus de Piscina, i Il catalogo di Torino (cirka 1320) som Ecclesia sancti Stephani de Piscina och i Il catalogo del Signorili (cirka 1425) som sci. Stephani in Piscinula.
Församlingsprästen Filippo Pioselli bekostade i mitten av 1700-talet en ombyggnad av kyrkan och gav arkitekten Giovanni Antonio Perfetti i uppdrag att leda projektet. Kyrkan konsekrerades på nytt år 1752, men fasaden förblev ofullbordad. Kyrkan Santo Stefano in Piscinula revs mellan 1860 och 1863 för att ge plats åt bostäder. Det enda som minner om kyrkan är en tondomålning föreställande den helige Stefanos i hörnet av Via dei Banchi Vecchi och Vicolo Cellini.
Högaltarmålningen var utförd av Pietro Labruzzi och föreställde Den helige Stefanos stenande. De två sidokapellen var invigda åt den korsfäste Kristus respektive den Obefläckade Avlelsen. I det förstnämnda kapellet fanns Gioacchino Pavers målning Korsfästelsen samt Costantino Bortis Den helige ärkeängeln Rafael. Det andra kapellets altarmålning utgjordes av Den Obefläckade Avlelsen, utförd av Gaetano Sottino.